# Noticia de los moros en Torrebaja (1425)
Noticia de los moros en Torrebaja (1425) se refiere a un documento que prueba la existencia de moros en lo que hoy es el municipio de Torrebaja, provincia de Valencia (Comunidad Valenciana, España).

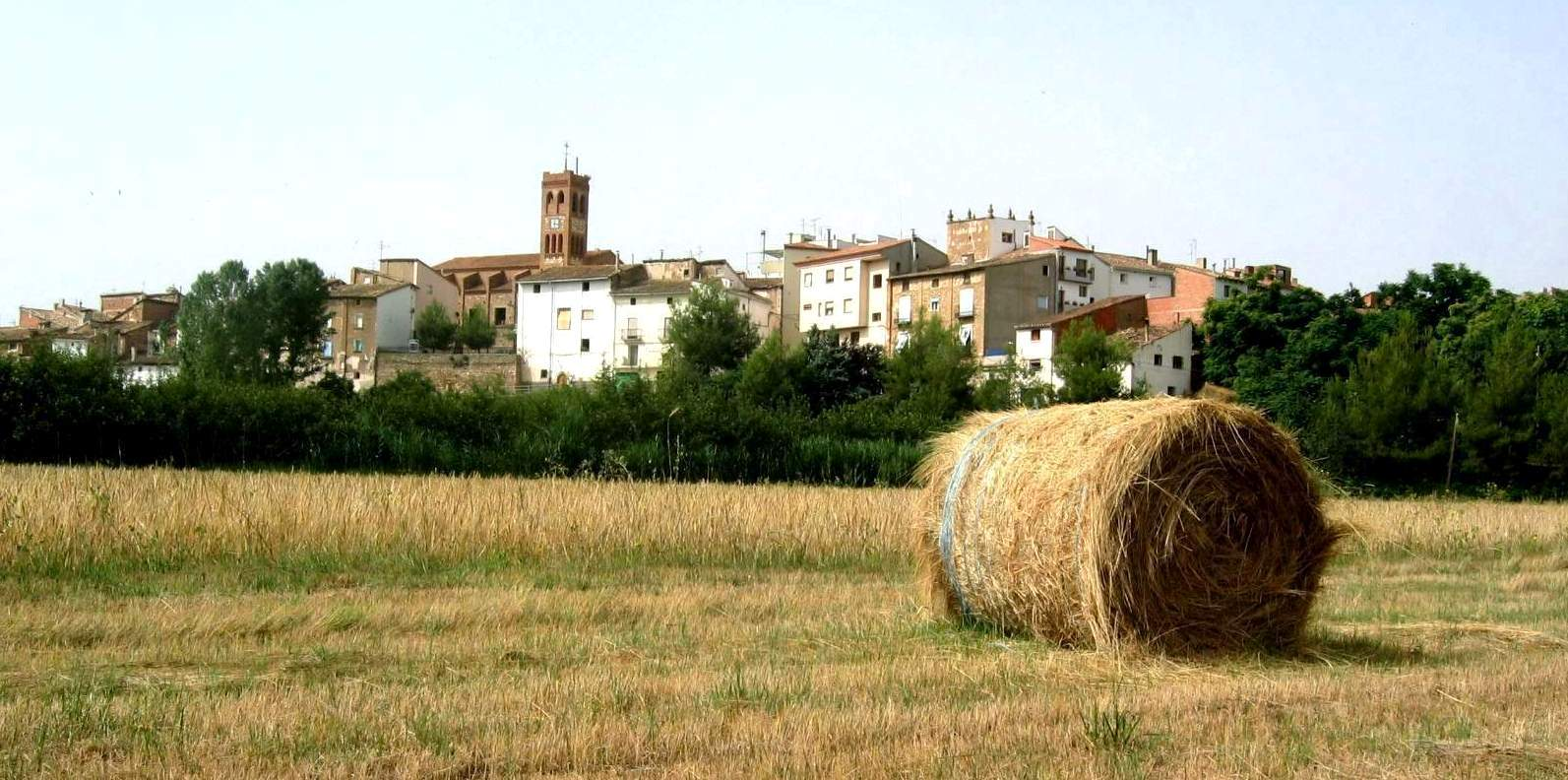
Vista parcial (nororiental) de Torrebaja, desde la partida de El Rento, año 2004.

## Introducción
La actual población y municipio de Torrebaja, antigua Torrefondonera o Lugar del Villar de Orchet, fue un lugar de moros, según demuestran los registros documentales de principios del siglo XV (1425), confirmando así el sentir popular legado por la tradición local.
El vocablo «moro», del latín maurus, hace referencia al individuo habitante o natural del noreste de África; asimismo, alude a la población musulmana de al-Ándalus, y por extensión a la persona que profesa la religión musulmana. Por lo demás, moro era la denominación coloquial que recibieron los mudéjares-moriscos en la época medieval, correspondiendo dicho término mudéjar a la voz árabe muday-yan, que significa «aquel a quien ha sido permitido quedarse» en el territorio conquistado.-
Hasta su expulsión, a comienzos del siglo XVII, los moriscos en la Corona de Aragón –Aragón, Cataluña, Mallorca, Valencia, Sicilia, Cerdeña y Nápoles- suponían una parte importante de la población, equivalente hasta el veinte por ciento de los habitantes. Su ocupación principal en el Reino de Valencia era la agricultura, como vasallos de la aristocracia latifundista; sin embargo, en el resto del territorio hispano, los moriscos «andaban sueltos y libres» –según expresión del arzobispo de Valencia, San Juan de Ribera-, ya que su ocupación principal era la de tratantes de animales, mercachifles, herreros, quincalleros y artesanos.

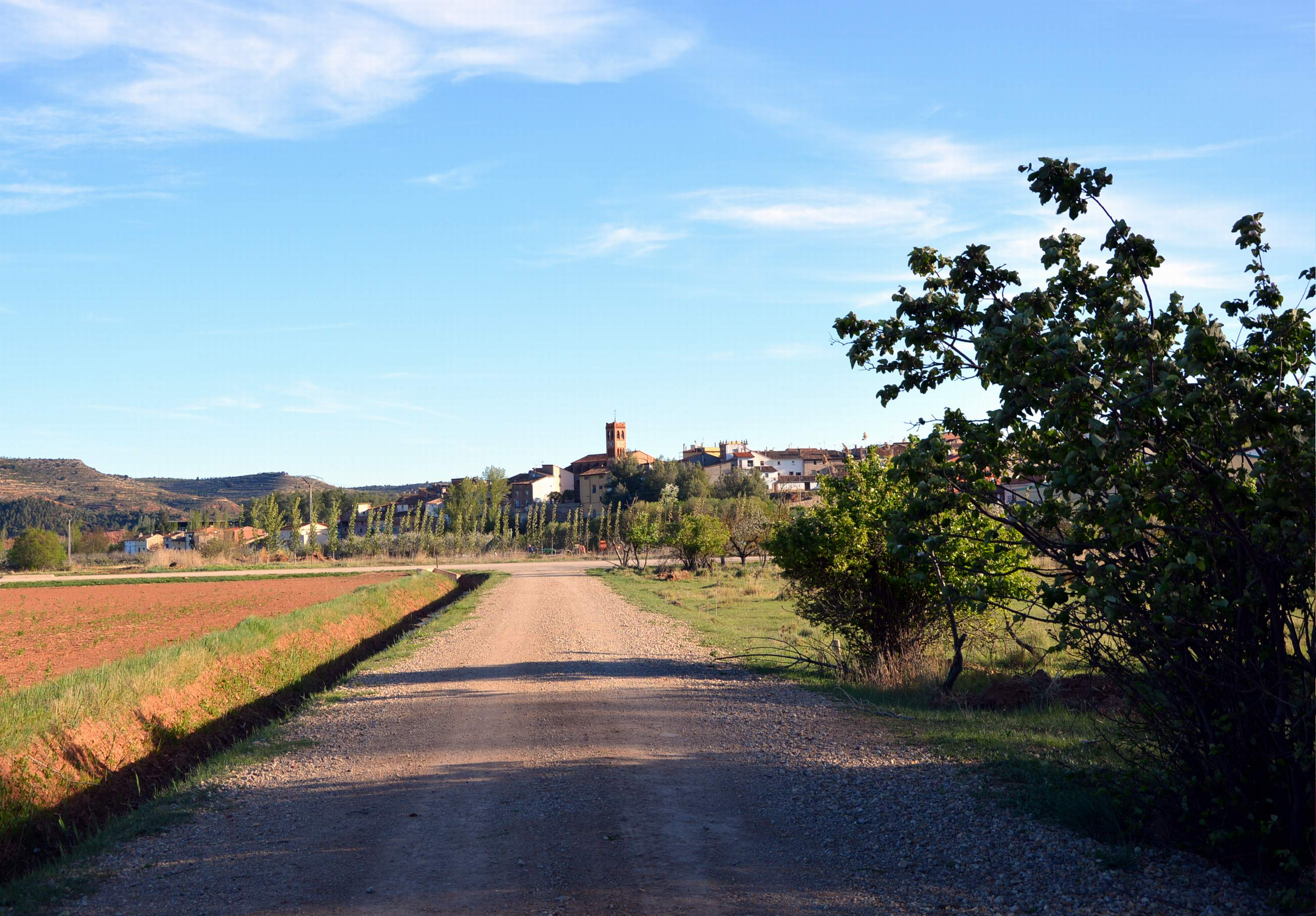
Vista parcial (septentrional) de Torrebaja, desde la partida de El Reguero, año 2016.

## Contenido del documento
Se conserva una carta enviada por el Baile General de Valencia -don Juan Mercader- a los honrados bailes de Ademuz y Castielfabib, referente al rescate de una tal Ecafaem Ebbo, que se hallaba presa y condenada a ser apedreada, por adulterio cometido en el Lugar de Torrefondonera (25 de mayo de 1425).
Por dicha carta vemos que el Baile o administrador general del Reino de Valencia mandó una misiva a los dichos bailes de Ademuz y Castielfabib, ordenando se ejecutase una sentencia contra ciertos moros de «Torrefondonera» [«Torre Hondonera» o «Torrefondonars», también conocida como «Lugar del Villar de Orchet» y «Orcheta»] y de dos vecinos de Ademuz.
Menciona el nombre y apellidos de varios moros, pudiendo interpretarse que han sido esposos sucesivos de la mora Ecafaem Ebbo [dos de ellos parecen ser hermanos, hijos de Jucef Esenci], o tal vez amantes, pues el registro no acaba de precisarlo. Además, confirma que «Torrefondonera» se hallaba dentro del término y bajo la jurisdicción de la villa de Castielfabib. Asimismo, fortalece la tradición local, conforme el actual despoblado de Los Villares, entorno de la Ermita de San José (Torrebaja), pudo ser un lugar de moros y el solar del ermitorio una humilde mezquita.

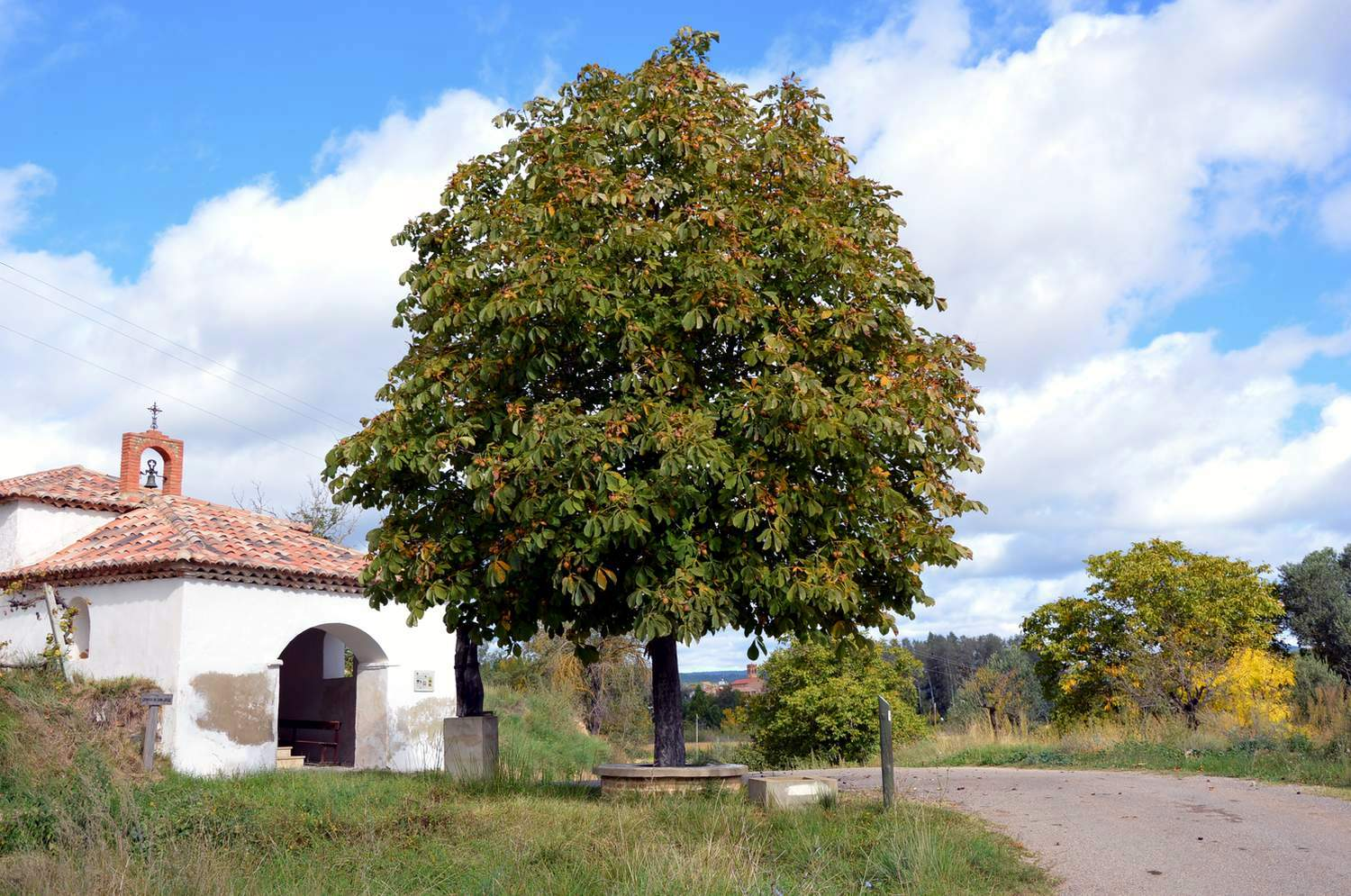
Vista frontal (oriental) de la ermita de san José, en Los Villares, con la población de Torrebaja al fondo, año 2015.

El manuscrito informa acerca del nombre del notario de Ademuz -el discreto don Pedro López de Tertejar-, y el de un vecino de la villa -Domingo Navarro-, de profesión labrador. Los dichos moros, el labrador y el notario, «cada uno de ellos por sí y por todos», estaban obligados a pagar cien florines, cincuenta al rey –a la sazón lo era Alfonso V (1416-1458)- y otros cincuenta a una señora de Ademuz -doña Elvira Ruiz Muñoz-, probablemente la ofendida por el adulterio. A cambio, «la dicha mora Ebbo será redimida y rescatada de nuestro poder», la cual, librada de lapidación, sería dada en cautividad al rey.
Finalmente manifiesta que doña Elvira había recurrido al Baile, para que los condenados hiciesen efectivo el pago de lo que debían, costas incluidas. Y como parece que todavía le restaban por cobrar cincuenta florines, es por lo que el Baile ordena a los bailes locales de Ademuz y Castielfabib -en razón de que los obligados eran vecinos de aquella villa y de «Torrefondonera», lugar de Castielfabib-, que se hiciera efectiva la ejecución en los bienes de los obligados. Por otra parte puede verse como el adulterio, entre los moros de la zona, estaba castigado entonces con lapidación, como en los tiempos bíblicos.

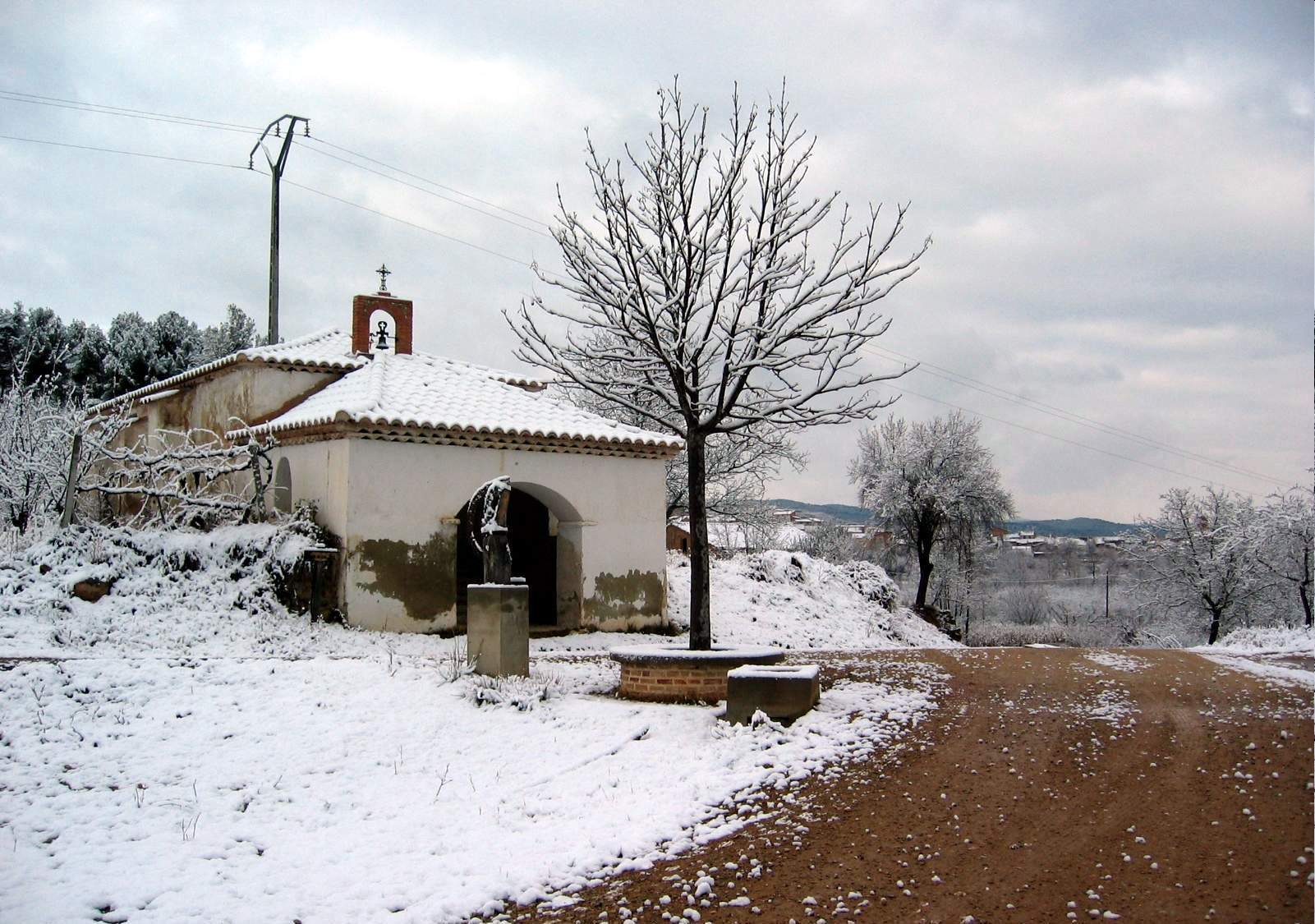
Vista frontal de la ermita de san José, en Los Villares de Torrebaja, con la población al fondo, año 2006.

## Comentario
El documento se halla en íntima relación con otro, datado en Barcelona apenas treinta años antes, por el que el rey Juan I el Cazador (1387-1396) se dirige a Amat, alcaidí de la ciudad de Teruel, comunicándole que si bien en algún momento había pensado nombrarlo Alcaidí General del Reino de Aragón, y de los lugares y términos de Castielfabib y Ademuz, «para inquirir y castigar a los moros según la ley morisca», ahora le relegaba del cargo (22 de abril de 1395).
Del registro se derivan diversas cuestiones, entre las que cabe destacar la existencia de moros en el Rincón de Ademuz a finales del siglo XIV, los cuales se regían por una ley propia, que administraba el alcaidí o juez islámico]. Por otro lado vemos como la justicia de Teruel extendía su jurisdicción hasta los musulmanes que habitaban los lugares de Ademuz y Castielfabib, probablemente por proximidad geográfica.
Coetáneos del documento anterior son los relativos a la confirmación de las cofradías «Madona Santa María» y «Señor San Pedro Apóstol» de Ademuz (20 de marzo de 1393); así como la de «Virgen Santa María» y «Bienaventurado Señor San Guillermo» de Castielfabib (12 de mayo de 1393), -institución esta última vinculada al Convento de San Guillén (Castielfabib)-, y a la autorización a los frailes ermitaños de san Agustín para adquirir y poseer bienes de realengo en esta villa (1 de abril de 1394).
En lo que hace a la legislación, la Ley distinguía entre «moros de paz», los que habían firmado capitulaciones durante la conquista y los «moros cautivos», prisioneros de guerra que no se habían sometido voluntariamente a los conquistadores, o había sido capturados durante las cabalgadas por la frontera. El moro cautivo pasaba a ser propiedad de su dueño, como un bien mueble, ya que había pagado por él un precio en la almoneda [=lugar donde se realizaba la subasta pública]. Con el tiempo, los moros cautivos alcanzaron la libertad por manumisión, liberándose de servidumbre, e integrándose con los «moros de paz» en las aljamas, juderías o morerías.
Teóricamente, la Ley amparaba por igual a toda la población: «Cristiano, moro y judío un fuero y una costumbre tengan...» -aunque en la práctica los mudéjares y judíos, en cuanto minorías, sufrieron abusos y marginación por parte de la mayoría cristiana-.
Los moros de la primitiva Torrebaja, versus Torrefondonera eran probablemente descendientes de aquellos otros que ocupaban esta parte del Rincón de Ademuz apenas dos siglos antes, en tiempos de la conquista de Pedro II de Aragón (1210). Convivían y trabajaban con los vencedores en condiciones de razonable tolerancia, conservando su lengua, religión y organización social bajo dominio cristiano. Lógicamente, aquella tolerancia o permisividad era hasta cierto punto interesada, expresión de la necesidad que tenían los señores cristianos de hacer productivas sus tierras; caso contrario, hubieran quedado despobladas.

## Conclusión
Con posterioridad a la fecha del documento (1425), ya durante la Edad Moderna, las condiciones de los mudéjares se endureció, hasta el punto que los Reyes Católicos les obligaron a convertirse al cristianismo o abandonar España, siendo esta medida reflejo de su política unificadora en los reinos peninsulares. 
Las primeras conversiones forzosas en los territorios de Castilla tuvieron lugar a principios del siglo XVI (1502) y en la Corona de Aragón pocos años después (1526), merced a un Decreto del emperador Carlos I (1516-1556), conminándoles al bautismo o la expulsión.
Finalmente, muchos moros se bautizaron, pasando a denominarse «cristianos nuevos» o moriscos; y en esta condición permanecieron hasta la expulsión definitiva de España, en tiempos de Felipe III (1609-1614).